# Попов, Павел Иванович
Па́вел Ива́нович Попо́в (29 ноября [11 декабря] 1881, с. Безобразово, Смоленская губерния — 24 марта 1969, Москва) — российский-советский астроном и педагог. Кандидат физико-математических наук (1935), профессор (1935). Директор Московского государственного педагогического института им. В. И. Ленина (1942—1943).

## Биография
Родился в семье почтового служащего. Отец в начале 1890-х годов вышел в отставку и поселился в Ярославской губернии, где взял в аренду участок земли и занялся крестьянским трудом. Вскоре он скончался, и Павел переехал в Вязьму к старшему брату, также служившему по почтовому ведомству, где в 1892 году поступил в гимназию, которую успешно окончил.
В 1900 году поступил на физико-математический факультет Московского университета; специализировался по астрономии у профессоров В. К. Церасского и С. А. Казакова, работал по механике под руководством профессора С. А. Чаплыгина. Участвовал в студенческом движении, за что был арестован, исключен из университета и полгода провел в тюрьме. Через год после исключения был восстановлен для обучения на общих основаниях. Во время революционных событий 1905 года принимал участие в студенческих боевых дружинах. В 1907 году окончил университет с дипломом 1-й степени.
После окончания университета П. И. Попов работал в университетской обсерватории для приготовления к преподавательской деятельности, преподавал математику, физику и астрономию в различных средних учебных заведениях Москвы. Участвовал в работе Московского астрономического общества. Организовал астрономическую обсерваторию в Народном университете Шанявского.

### Наркомпрос РСФСР и вузы Москвы (1918—1934)
После установления советской власти с 1918 года сотрудничал с Народным комиссариатом по просвещению РСФСР в работе по проведению реформы народного образования. В Наркомпросе возглавлял секцию Государственного ученого совета (ГУС) по учебным пособиям (1922—1926).
Принимал деятельное участие в организации и работе Центрального института повышения квалификации кадров народного образования. В 1927—1933 годах заведовал там кафедрой физики. Одновременно преподавал физику на Высших научно-педагогических курсах при 2-м МГУ (1928—1930) и вел педагогическую работу в других высших учебных заведениях Москвы.

### Работа в МГПИ (1934—1943)
- Преподаватель-совместитель, штатный преподаватель, профессор (1930—1943).
- Декан физико-математического факультета (1934—1936).
- Заведующий кафедрой астрономии (1938—1940).
- Заместитель директора по научной работе (1936—1938, 1940—1941, 1942).
- Директор института (31 июля 1942 — февраль 1943).

В 1930 году П. И. Попов начал по совместительству преподавать во вновь образованном при разделении 2-го МГУ Московском государственном педагогическом институте. В 1934 году перешел в МГПИ на постоянную работу, возглавив физико-математический факультет института. Впоследствии занял должность заместителя директора института по научной работе (1936—1938), а затем — заведующего вновь образованной кафедрой астрономии. В 1940 году Попов вновь вернулся на пост заместителя директора по научной работе.
Во время Великой Отечественной войны, когда в октябре 1941 года немецкие войска вели активное наступление на Москву, и подошли к самым границам столицы, было принято решение об эвакуации МГПИ. В. П. Попов возглавил группу студентов МГПИ, эвакуируемых в город Ойрот-Тура. Туда же была эвакуирована значительная группа преподавателей и студентов Московского индустриально-педагогического института имени К. Либкнехта. Приказом Наркомпроса РСФСР части обоих эвакуированных в Ойрот-Тура педагогических институтов были объединены и переданы МГПИ им. К. Либкнехта. Попов при этом стал исполнять обязанности заместителя директора института и очень хорошо проявил себя при налаживании учебного процесса в непростых условиях эвакуации.
В 1942 году П. И. Попов вернулся в Москву к исполнению своей прежней должности, но почти сразу же после этого, 31 июля 1942 года был назначен директором МГПИ им. В. И. Ленина. В период его директорства коллектив института провел огромную восстановительную работу, переведя подготовку студентов с трехлетних (к ним перешли с началом войны) на четырёхлетние учебные планы, пополнив штаты кафедр, наладив бытовую сторону жизни студентов и сотрудников. Пост директора института Попов занимал до февраля 1943 года.

### Комитет по Сталинским премиям, ВКВШ при СНК СССР и АПН РСФСР (1943—1948)
В феврале 1943 года Попов был назначен начальником научного отдела Комитета по Сталинским премиям. В 1943 году перешел на работу во Всесоюзный комитет по делам высшей школы при СНК СССР, заняв в нём должность начальника отдела педагогических вузов (1943—1946). В следующие два года занимал пост директора Научно-исследовательского института методов обучения Академии педагогических наук РСФСР.

### МГПИ им. В. И. Ленина (1947—1963)
- Профессор, заведующий кафедрой астрономии (1947—1958).
- Профессор-консультант по кафедре астрономии (1958—1963).

В 1947 году вернулся на работу в МГПИ им. В. И. Ленина в качестве профессора и заведующего кафедрой астрономии. Эту должность он занимал до 1958 года, когда в связи с состоянием здоровья написал заявление об уходе, но остался работать профессором-консультантом (до января 1963 года).

## Научная и методическая работа
Профессор П. И. Попов — автор более чем 50 научных и научно-методических работ, в том числе многочисленных учебников и учебных пособий для средней и высшей школы. Широкую известность получила написанная им в середине 1920-х годов научно-популярная книга «Юный астроном» (1926). В 1931 году в серии «Рабочая библиотека по астрономии» выходит объемная брошюра «История взглядов на строение и происхождение Вселенной», популярно излагавшая этапы развития представлений об устройстве и генезисе Вселенной.
От популярных работ Попов постепенно переходит к созданию фундаментальных учебников. В 1934 году под его руководством был написан вузовский «Курс астрономии». Эта работа послужила основанием для присуждения Попову ученой степени кандидата физико-математических наук.
Среди работ, созданных под руководством П. И. Попова, выделяется учебник для педагогических вузов «Астрономия», написанный коллективом авторов, в которой кроме самого Попова входили также К. Л. Баев, Б. А. Воронцов-Вельяминов и Р. В. Куницкий. Первое его издание увидело свет в 1940 году, затем он неоднократно переиздавался вплоть до 1967 года и был переведен на языки народов СССР. Следом за учебником были подготовлены «Практикум по астрономии в педагогических институтах» (1947, совместно с Н. Я. Бугославской) и «Таблицы по астрономии» (1953).
В 1934—1960 годах занимал пост председателя учебно-методической секции центрального совета Всесоюзного астрономо-геодезического общества.
С 1944 года — член экспертной комиссии по астрономии при Высшей аттестационной комиссии СССР.
Член редколлегии журнала «Физика в школе».

## Награды
- Орден Ленина
- Орден Трудового Красного Знамени (дважды)
- Медаль «За доблестный труд в Великой Отечественной войне 1941—1945 гг.»

### Воспоминания
- Попов П. И. Из воспоминаний Павла Ивановича Попова // Советский физик. — 2008. — № 5 (65).

### Сочинения
- Попов П. И. Юный астроном. — М.; Л.: ГИЗ, 1926.
- Попов П. И. и др. Естествознание как основа мировоззрения. — М., 1927.
- Попов П. И. и др. Физико-технические основы народного хозяйства. — М., 1927.
- Баев К. Л., Ларионов А. Ф., Попов П. И. История взглядов на строение и происхождение Вселенной. — М.: Учпедгиз, 1931. — 104 с. — (Рабочая библиотека по астрономии).
- Попов П. И., Баев К. Л., Воронцов-Вельяминов Б. А., Куницкий Р. В. Астрономия / Под общей ред. П. И. Попова. — М.: Учпедгиз, 1940.
  - 2-е изд., перераб. — М.: Учпедгиз, 1949. — 504 с.
  - 3-е изд., вновь перераб. — М.: Учпедгиз, 1953. — 544 с.
  - 4-е изд. — М.: Учпедгиз, 1958. — 462 с.
  - 5-е изд. — М.: Просвещение, 1967. — 406 с.
- Попов П. И. Общедоступная практическая астрономия. — М.; Л., 1946.
  - 3-е изд., испр. и доп. — М.: Гостехиздат, 1953. — 171 с.
- Попов П. И., Бугославская Н. Я. Практикум по астрономии в педагогических институтах. — М.: Учпедгиз, 1947. — 91 с.
- Таблицы по астрономии / Под ред. П. И. Попова. — М.: Учпедгиз, 1953.